# Planimetrierung
Unter Planimetrierung (lat. planis → eben, griech. metrein → messen, wörtlich: Flächenmessung) oder Flächeninhaltsmessung versteht man die Ermittlung des Flächeninhaltes von vor allem unregelmäßig geformten Flächen, deren Konturen nur sehr mühselig durch mathematisch definierte Kurven oder Kurventeile beschrieben werden können.
Die Planimetrierung kann durch Abzählen der Flächenelemente auf Millimeterpapier, durch Ausschneiden der Figur und deren Wägung auf einer genauen Waage oder durch ein mechanisches Hilfsgerät, den so genannten Planimeter, erfolgen. 
Flächeninhalte lassen sich mit Messgeräten nur schlecht erfassen. Die Bestimmung eines Flächeninhalts erfolgt meist rechnerisch im Rahmen der Planimetrie oder Stereometrie.